# Gary Stevenson
Gary Stevenson, född 1986, är en brittisk YouTuber och före detta finanshandlare känd för sina lektioner i ekonomi och aktivism mot ekonomisk ojämlikhet.

## Biografi
Stevenson växte upp i en arbetarklassfamilj i Ilford. med hjälp av ett stipendium studerade han ekonomi och matematik vid London School of Economics. Vid 21 års ålder började han arbeta som finansiell handlare på Citibank 2008. Han blev miljonär i kölvattnet av den stora recessionen genom att satsa på en kraftig ökning av ekonomisk ojämlikhet och på att växande fattigdom skulle hålla räntorna låga. Genom att handla utifrån denna förutsägelse hävdar han att han var Citibanks mest lönsamma handlare globalt 2011, ett påstående som har ifrågasatts av tidigare kollegor.
År 2014 lämnade Stevenson finansbranschen för att studera ekonomi vid Oxfords universitet. År 2020 startade han YouTube-kanalen Garys Economics, där han kampanjar mot ekonomisk ojämlikhet och förklarar ekonomiska koncept för en bredare publik.
Stevenson deltar aktivt i politiska debatter om ojämlikhet i Storbritannien. År 2024 publicerade han The Trading Game, en självbiografi om sina år inom finansbranschen.

## Böcker
- The Trading Game, Penguin Books, 2024, ISBN 9780241636602.[7][8]